# Ichthyoxenus geei
Ichthyoxenus geei är en kräftdjursart som beskrevs av David R. Boone1921. Ichthyoxenus geei ingår i släktet Ichthyoxenus och familjen Cymothoidae. Inga underarter finns listade i Catalogue of Life.